# Літературна критика
Літерату́рна кри́тика — відносно самостійний вид творчої діяльності, спирається на практичний тип мислення задля поцінування художньої своєрідності нових літературних творів, їх естетичної вартості, виявлення провідних тенденцій літературного процесу.
Літературна критика дає специфічне «знання літератури», відмінне від «знань про літературу», які виробляє літературознавство.
Літературна критика призначена для письменників та читачів. Першим вона допомагає усвідомити вимоги дійсності до їхньої творчості, а другим — виробити певні естетичні смаки, розібратися в безмежному морі художніх творів, що друкуються в різних періодичних виданнях, виходять окремими книгами. Літературна критика цілковито зорієнтована на потреби поточного літературного процесу, тому звертається переважно до творів своїх сучасників, а твори попередників, які є предметом насамперед історії літератури, розглядає крізь призму актуальних суспільних потреб.
Літературна критика — засіб регулювання і корекції літературного процесу, спілкування письменників з читачами. Основна суспільна функція літературної критики — регулятивна, яку підтримують і забезпечують як норми й кодифіковані правила, так і громадська думка провідної освіченої верстви.
Провідними жанрами літературної критики є анотації, рецензії, статті, огляди, есе, літературні портрети, діалоги, дискусійні статті, монографії. Літературна критика активно функціонує в органічному зв'язку з журналістикою, спеціальною пресою, тому її часто характеризують як різновид публіцистики, породженої рефлексією з приводу мистецтва.